# Youssou N’Dour

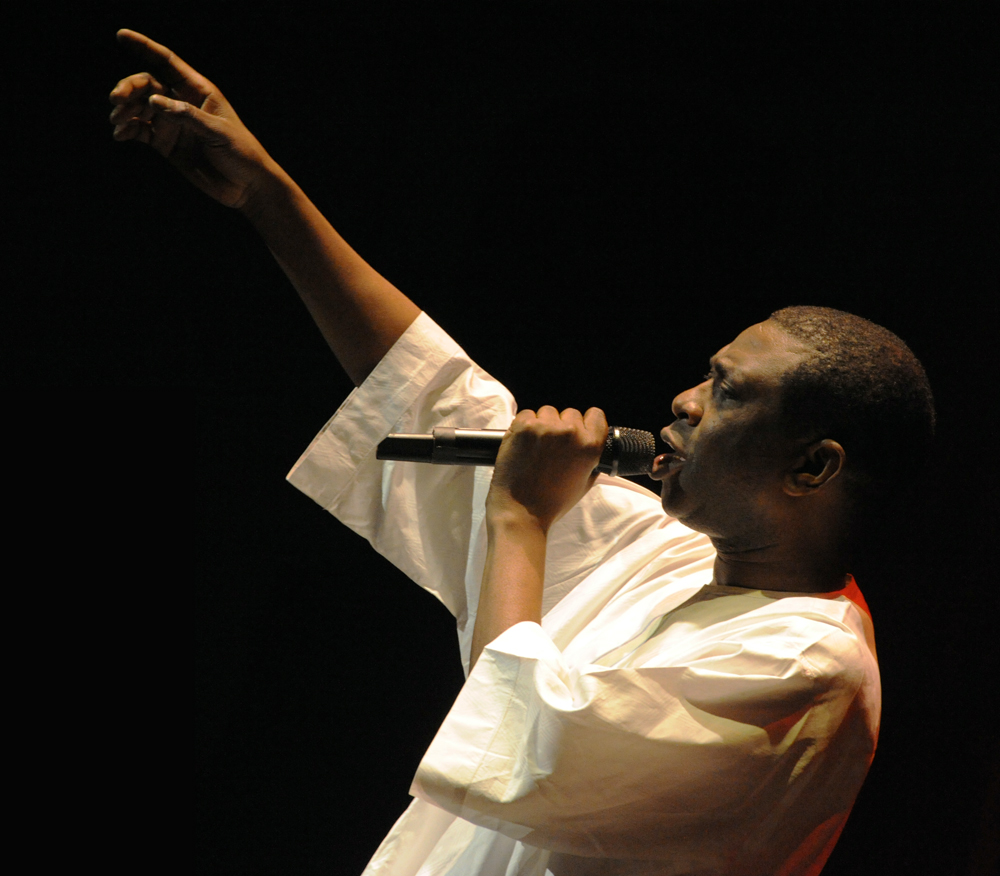
Youssou N’Dour in Warschau auf dem 5. Cross Culture Festival 2009

Youssou N’Dour [jusun̩ˈduːʀ] (* 1. Oktober 1959 in Dakar) ist ein senegalesischer Sänger, Komponist und Politiker. Er entwickelte die heutige Populärmusik des Senegal mit, die auf Wolof als Mbalax bezeichnet wird. Sie ist eine Mischung der traditionellen Griot-Lobgesänge und der Perkussion des Senegal mit afro-kubanischen Arrangements. Er gilt als einer der einflussreichsten und erfolgreichsten Künstler Afrikas.
Von 2012 bis 2013 war N’Dour Minister für Kultur und Tourismus im Senegal.

## Karriere

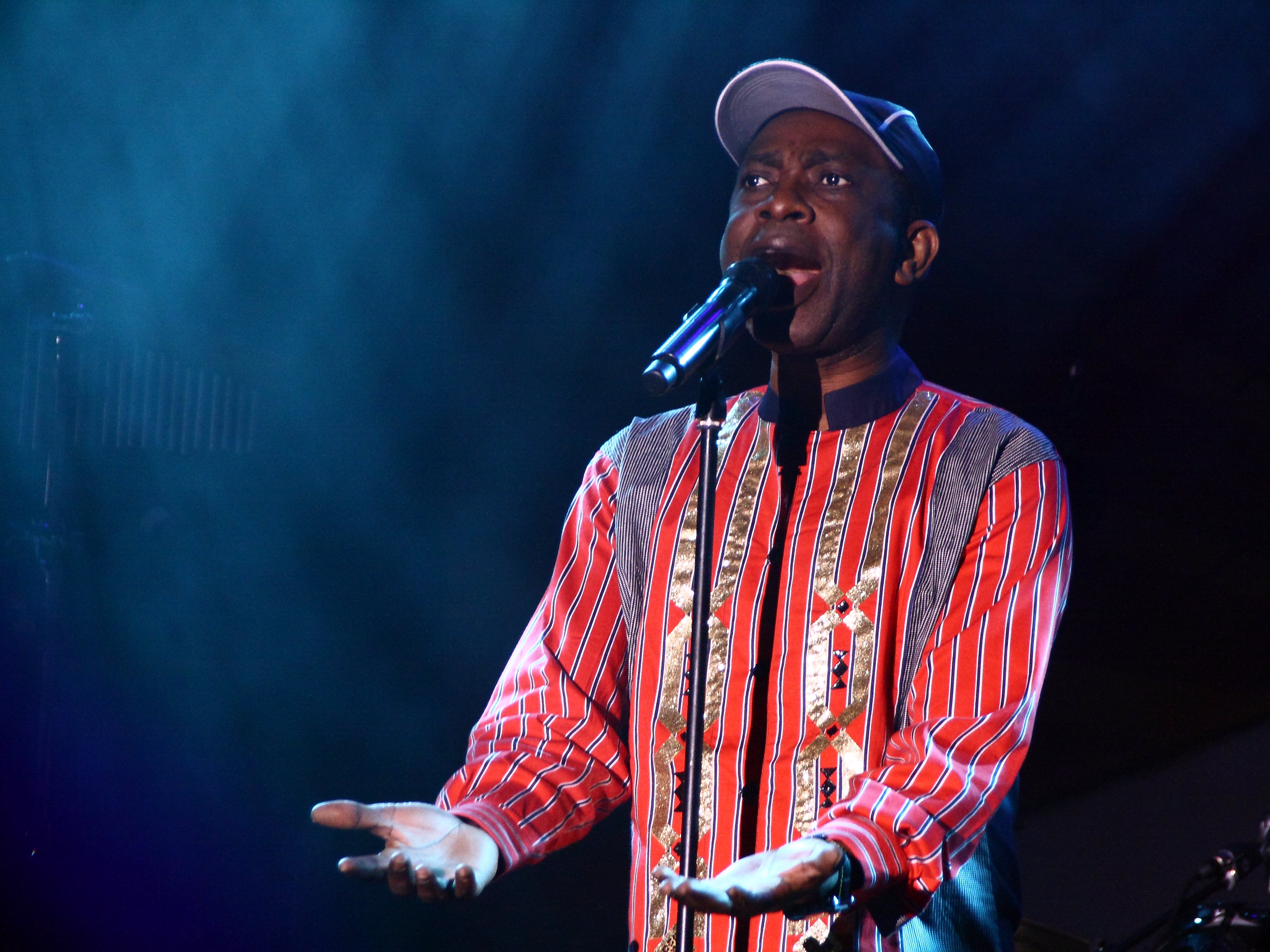
Youssou N’Dour auf dem TFF.Rudolstadt 2011

Youssou N’Dour war der Frontsänger der Star Band, aus der 1979 die Gruppe Étoile de Dakar entstand. 1983 ging N’Dour nach Paris und nannte seine neue Band, mit der er in Europa auftrat, Le Super Étoile de Dakar. 1986/87 war er mit seiner Band als Vorgruppe mit Peter Gabriel auf dessen This Way Up Tour. Sein Set ist auf der DVD/Blu-ray Live in Athens 1987 von Gabriel zu sehen und auf der CD Fatteliku: Live in Athens 1987 vom 16. Oktober 2015 zu hören.
Im Rahmen des Weltmusik-Booms konnte er sich in den 1990er Jahren auch auf dem westlichen Markt etablieren. Hier arbeitete er unter anderem mit Ryuichi Sakamoto, Peter Gabriel und Wyclef Jean zusammen. Seine bekannteste und kommerziell erfolgreichste Single ist 7 Seconds, ein 1994 aufgenommenes Duett mit der schwedischen Sängerin Neneh Cherry; in dem Lied geht es um die ersten Sekunden im Leben eines Neugeborenen, das noch nichts von den Problemen der Welt weiß. Das Lied Shaking the Tree wurde gemeinsam von den beiden Interpreten Youssou N’Dour und Peter Gabriel geschrieben und komponiert. Bei dem Auftritt am 14. August 1994 bei Woodstock ’94 im Rahmen der Secret World Tour sang Youssou N’Dour das Lied zusammen mit Gabriel und Paula Cole.
Seit 1994 ist Youssou N’Dour regelmäßiger Gast auf dem Africa Festival in Würzburg. Anlässlich der Eröffnung der Weltausstellung Expo 2000 in Hannover gab er ein Konzert auf der Expo Plaza vor mehreren tausend Zuschauern.
Das 2004 erschienene Album Égypte enthält Lieder (z. T. von Fathy Salama), in denen Youssou seine afrikanisch-islamische Kultur preist und zu gegenseitigem Verständnis der Religionen aufruft.
Im Oktober 2020 trat Youssou N’Dour der Institution zufolge der renommierten Royal Swedish Academy bei. Im Sommer 2025 wurde er Mitglied der Academy of Motion Picture Arts and Sciences.

## Engagement

### Soziales Engagement
In seiner Heimat ist Youssou N’Dour eine starke kulturelle Symbolfigur, die sich aktiv sozialen Fragen widmet. 1985 organisierte er ein Konzert zur Freilassung von Nelson Mandela. N’Dour und seine Band besangen im Jahr 1986 den Kämpfer gegen die Apartheid mit einem eigenen Song. Er trat 1988 auf der weltweit stattfindenden Konzerttournee Human Rights Now! für Amnesty International auf und arbeitete mit den Vereinten Nationen und UNICEF. Er gründete das Projekt Joko, um in Afrika Internetcafés zu eröffnen und Menschen aus dem Senegal weltweit zu verknüpfen.
Auf dem Live-8-Konzert am 2. Juli 2005 trat er im Duett mit Dido in London und Paris auf. Er organisierte das am 12. und 13. März 2005 stattfindende Konzert Africa Live, bei dem in der senegalesischen Hauptstadt Dakar einige der renommiertesten afrikanischen Musiker auftraten. Das Konzert war Teil der Kampagne „Roll Back Malaria“ und unterstützt den Kampf gegen die Krankheit Malaria, der noch immer Millionen Menschen vor allem in Afrika zum Opfer fallen.
Beim Music-&-Messages-Konzert der Initiative Deine Stimme gegen Armut am 7. Juni 2007 in Rostock engagierte er sich neben weiteren Stars wie Bono, Die Toten Hosen und Die Fantastischen Vier. Das Konzert fand im Rahmen des G8-Gipfels in Heiligendamm statt.
Seit dem Mai 2007 ist er zudem Ratsmitglied des World Future Council und engagiert sich für die Rechte zukünftiger Generationen.

### Politisches Engagement

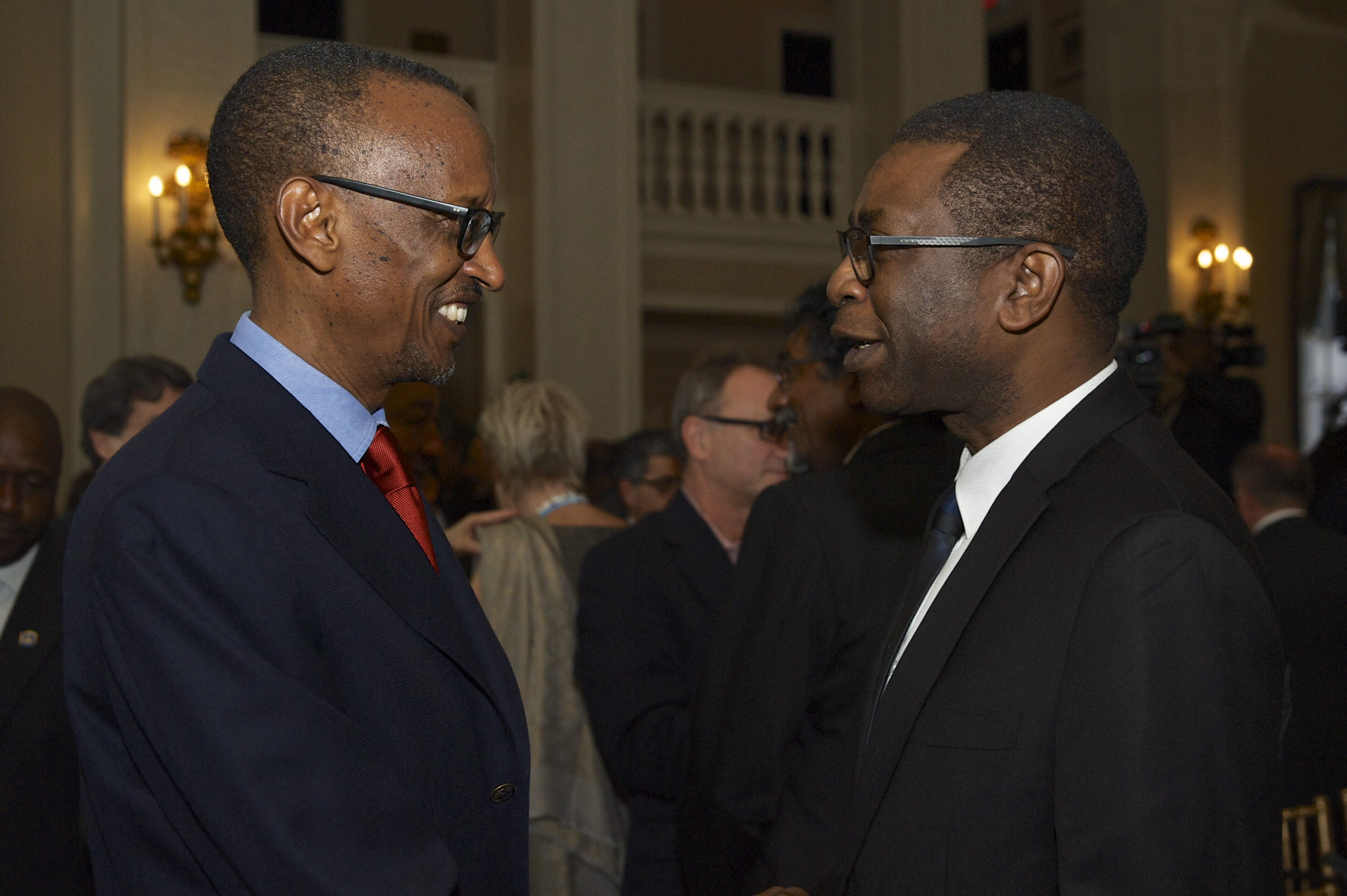
N’Dour (r.) mit Paul Kagame (2013)

Anfang Januar 2012 gab N’Dour bekannt, dass er bei den kommenden senegalesischen Präsidentschaftswahlen im Februar desselben Jahres gegen den bisherigen Amtsinhaber Abdoulaye Wade antreten wolle. Das Verfassungsgericht ließ jedoch Ende Januar eine Kandidatur N’Dours nicht zu, da er nur 8900 gültige Unterschriften anstatt der erforderlichen 10.000 vorgelegt hätte. Gleichzeitig wurde Abdoulaye Wade zur Wahl zugelassen, obwohl die senegalesische Verfassung eine dritte Kandidatur eigentlich nicht vorsieht. Dies führte in Dakar zu Straßenschlachten zwischen oppositionellen Demonstranten und der Polizei. N’Dour, der selbst von fast 13.000 erhaltenen Unterschriften sprach, plante zunächst, Berufung gegen die Entscheidung einzulegen, unterstützte dann aber den späteren Sieger der Wahl, Macky Sall. Am 4. April 2012 wurde er zum Minister für Kultur und Tourismus in dessen Kabinett berufen.
Ende Februar 2012 unterzeichnete N’Dour bei einem Treffen mit Jo Leinen den Aufruf der internationalen Kampagne für eine Parlamentarische Versammlung bei den Vereinten Nationen.

## Filme

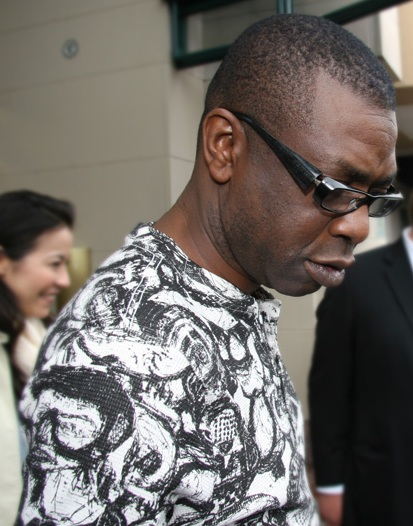
Youssou N’Dour, Toronto Filmfestival 2008

Der Film Retour à Gorée / Return to Gorée, deutscher Titel „Rückkehr nach Gorée“ aus dem Jahr 2006 ist ein Dokumentarfilm, in dem Youssou N’Dour zusammen mit anderen Musikern eine Reise zu einem der größten Sklavenhandelsplätze, der Insel Gorée, unternimmt, auf der Suche nach musikalischen Wurzeln unter anderem des Jazz. Im Verlaufe der Reise schreibt Youssou N’Dour neue Songs, beeinflusst von den Eindrücken der Reise. Der Film endet mit einem Gedenkkonzert an die Gräueltaten der Sklaverei auf der Insel Gorée.
Ein weiteres Filmprojekt N’Dours war Amazing Grace im Jahr 2006. Der Spielfilm behandelt den Beginn der Antisklavereibewegung in Großbritannien. N’Dour verkörpert in dem Film die Rolle des Olaudah Equiano. Dieser ist eine der prominentesten Personen afrikanischer Herkunft innerhalb der britischen Parlamentsdebatten gegen den Sklavenhandel Ende des 18. Jahrhunderts.

## Auszeichnungen
- 1996: Kora All African Music Awards in der Kategorie Bester afrikanischer Künstler[14]
- 2002: Prinz-Claus-Preis[15]
- 2004: IMC-UNESCO-Musikpreis; die Auszeichnung wurde dem Künstler am 28. Oktober im Krönungssaal des Aachener Rathauses übergeben.
- 2005: Grammy Awards 2005 für das Album Égypte als „Bestes Weltmusikalbum“
- Djamil wurde in die Wireliste The Wire’s „100 Records That Set the World on Fire (While No One Was Listening)“ aufgenommen.
- 2013: Polar Music Prize, gemeinsam mit Kaija Saariaho[16]
- 2017: Praemium Imperiale

## Diskografie

### Alben
- 1984: Bitim Rew
- 1986: Nelson Mandela
- 1988: Immigrés
- 1989: The Lion (Gainde)
- 1990: Set
- 1992: Eyes Open
- 1994: The Guide (Wommat)
- 1995: Gainde – Voices from the Heart of Africa
- 1997: St. Louis
- 1999: Rewmi
- 2000: Lii
- 2000: Le Grand Bal à Bercy
- 2000: Joko
- 2001: Ba Tay
- 2001: Le Grand Bal Vol 1 & 2
- 2002: Et Ses Amis
- 2002: Nothing’s in Vain (Coono du réer)
- 2004: Égypte
- 2006: Badou
- 2007: Alasaama Day
- 2007: Rokku Mi Rokka
- 2010: Dakar – Kingston
- 2010: I Bring What I Love (Soundtrack)
- 2015: Fatteliku: Live in Athens 1987
- 2017: Eine Welt eine Heimat (feat. Mohamed Mounir und Adel Tawil)
- 2019: History
- 2025: Eclairer le monde – Light the World

### Kompilationen
- 1990: Best Of
- 1998: Best of the 80’s
- 2001: Birth of a Star

### Singles (Auswahl)
- 1989: Shakin’ the Tree (mit Peter Gabriel)
- 1994: 7 Seconds (mit Neneh Cherry)
- 1995: Undecided
- 1998: How Come (mit Canibus)
- 2002: So Many Men (mit Pascal Obispo)
- 2017: Mama Africa (Kids United feat. Angélique Kidjo & Youssou N’Dour)

## Auszeichnungen für Musikverkäufe
| Goldene Schallplatte - Australien - 1994: für die Single 7 Seconds - Frankreich - 1994: für die Single 7 Seconds - 2024: für die Single Mama Africa - Niederlande - 1994: für die Single 7 Seconds - 1997: für das Album The Guide (Wommat) | 2× Goldene Schallplatte - Frankreich - 2001: für das Album The Guide (Wommat) Platin-Schallplatte - Italien - 1995: für das Album The Guide (Wommat) - Neuseeland - 1995: für die Single 7 Seconds |

Anmerkung: Auszeichnungen in Ländern aus den Charttabellen bzw. Chartboxen sind in ebendiesen zu finden.
| Land/RegionAuszeichnungen für Musikverkäufe (Land/Region, Auszeichnungen, Verkäufe, Quellen) | Gold       | Platin     | Verkäufe | Quellen               |
| -------------------------------------------------------------------------------------------- | ---------- | ---------- | -------- | --------------------- |
| Australien (ARIA)                                                                            | Gold1      | —          | 35.000   | Einzelnachweise       |
| Deutschland (BVMI)                                                                           | Gold1      | —          | 250.000  | musikindustrie.de     |
| Frankreich (SNEP)                                                                            | 4× Gold4   | —          | 800.000  | snepmusique.com       |
| Italien (FIMI)                                                                               | —          | Platin1    | 100.000  | worldradiohistory.com |
| Neuseeland (RMNZ)                                                                            | —          | Platin1    | 15.000   | Einzelnachweise       |
| Niederlande (NVPI)                                                                           | 2× Gold2   | —          | 100.000  | nvpi.nl               |
| Österreich (IFPI)                                                                            | Gold1      | —          | 25.000   | ifpi.at               |
| Schweiz (IFPI)                                                                               | 2× Gold2   | —          | 50.000   | hitparade.ch          |
| Vereinigtes Königreich (BPI)                                                                 | Gold1      | —          | 400.000  | bpi.co.uk             |
| Insgesamt                                                                                    | 12× Gold12 | 2× Platin2 |          |                       |